# Jeff Cunningham
Jeff Cunningham (nacido el 21 de agosto de 1976 en Montego Bay, Jamaica) es un ex-futbolista estadounidense que jugaba como delantero.

## Trayectoria

### Selección nacional
Ha jugado un partido por Jamaica en 1999 pero 2 años después se declaró ciudadano estadounidense y por esto jugó con la selección de fútbol de los Estados Unidos de 2001 a 2010, disputó 14 partidos y marcó 1 gol.

### Participaciones en la Copa FIFA Confederaciones
| Copa                           | Sede    | Resultado    |
| ------------------------------ | ------- | ------------ |
| Copa FIFA Confederaciones 2003 | Francia | Primera fase |

## Clubes
| Club                  | País           | Año         |
| --------------------- | -------------- | ----------- |
| Columbus Crew         | Estados Unidos | 1998 - 2004 |
| Colorado Rapids       | Estados Unidos | 2005        |
| Real Salt Lake        | Estados Unidos | 2006 - 2007 |
| Toronto FC            | Canadá         | 2007 - 2008 |
| FC Dallas             | Estados Unidos | 2008 - 2010 |
| Columbus Crew         | Estados Unidos | 2011        |
| Comunicaciones        | Guatemala      | 2012        |
| San Antonio Scorpions | Estados Unidos | 2012        |